# RPWL plays Pink Floyd
RPWL plays Pink Floyd is een livealbum van RPWL.
RPWL speelt Pink Floyd-achtige muziek en speelt tijdens hun concert vaak een nummer van die band. De nummers op dit album zijn dan ook opgenomen tijdens optredens die de band verzorgde in de periode 2010 tot en met 2015. De nummers in de originele versie stammen uit de vroege periode van Pink Floyd. De stem van Yogi Lang lijkt daarbij op die van de zangers van die band, Waters en Gilmour.

## Musici
- Yogi Lang – zang, toetsinstrumenten
- Kallé Wallner – gitaar
- Markus Jehle – toetsinstrumenten
- Werner Taus – basgitaar
- Marc Turiaux – slagwerk

## Muziek
| Nr. | Titel                                                                     | Duur  |
| --- | ------------------------------------------------------------------------- | ----- |
| 1.  | Arnold Lane (Syd Barrett)                                                 | 5:14  |
| 2.  | Green is the colour (Roger Waters)                                        | 17:18 |
| 3.  | The embryo (Roger Waters)                                                 | 3:24  |
| 4.  | Atom heart mother (Ronald Geesin, David Gilmour, Nick Mason, Rick Wright) | 11:33 |
| 5.  | Fat old sun (David Gilmour)                                               | 19:26 |
| 6.  | The narrow way (part 3) (David Gilmour)                                   | 8:40  |
| 7.  | Let there be more light (Rogers Waters)                                   | 6:28  |

De laatste track is afkomstig van het album RPWL9, een internetalbum.